# Moghileane, Kărdjali
Moghileane (în bulgară Могиляне) este un sat în comuna Kirkovo, regiunea Kărdjali,  Bulgaria. 

## Demografie
Componența etnică a satului Moghileane
     Nicio identificare (3,27%)
     Bulgari (16,72%)
     Turci (80%)
     Romi (0%)
La recensământul din 2011, populația satului Moghileane era de 275 locuitori. Din punct de vedere etnic, majoritatea locuitorilor (80%) erau turci, cu o minoritate de bulgari (16,72%). Pentru 3,27% din locuitori nu este cunoscută apartenența etnică.